# Amblyontium inerme
Amblyontium inerme är en skalbaggsart som beskrevs av Bates 1879. Amblyontium inerme ingår i släktet Amblyontium och familjen långhorningar.
Artens utbredningsområde är Sarawak. Inga underarter finns listade i Catalogue of Life.